# Real Hacienda (Michoacán)
Real Hacienda es una localidad del estado mexicano de Michoacán. Es parte del municipio de Tarímbaro. Fue fundada el 19 de noviembre de 2003.

## Demografía
| Censo | Población |
| ----- | --------- |
| 2000  | 3231      |
| 2010  | 3921      |
| 2020  | 4385      |